# Carlos Sevillano
Carlos Sevillano de la Cuerda (Madrid, Comunidad de Madrid, 5 de noviembre de 1940) es un exbaloncestista español. Su posición en la cancha fue evolucionando desde pívot hasta el final de su carrera, en la que jugó de base. Formado en el Real Madrid, estuvo once temporadas jugando en la primera plantilla del equipo merengue (1959-1969).

## Trayectoria
Dio sus primeros pasos en el Colegio Chamberí de los hermanos maristas de Madrid en el año 1951, 2 años después lo ficha Pedro Ferrándiz para la cantera del Real Madrid, habiendo tenido también la oportunidad de fichar por el Real Madrid de fútbol para jugar de portero, optó por el básquet. En el año 1957 se incorpora al primer equipo y dos años después es nombrado capitán del equipo, estatus que mantendría hasta el año 1969. Se retira del baloncesto con 28 años, después de tener una lesión de rodilla producida en un choque con Alfonso Martínez.

## Palmarés
- Ligas Españolas (9): 1960, 1961, 1962, 1963, 1964, 1965, 1966, 1968, 1970.[1]
- Copas de España (6): 1960, 1961, 1962, 1965, 1966, 1967.
- Copas de Europa (4): 1964, 1965, 1967 y 1968.

## Distinciones
- Primer jugador español, junto con Emiliano, en vestir la camiseta de la Selección de Europa.[1]
- Jugador internacional más joven en la historia de la Federación Española.
- Insignias de Oro y Brillantes del Real Madrid y la Federación Española.
- Medallas del Oro, Plata y Bronce de la Real Orden del Mérito Deportivo.
- Caballero de la Orden de Cisneros.